# براد رايت (لاعب كرة قدم أمريكية)
براد رايت (بالإنجليزية: Brad Wright)‏ هو لاعب كرة قدم أمريكية أمريكي، ولد في 10 يوليو 1959 في بيرسال في الولايات المتحدة.